# Dub Trio
Dub Trio est un groupe de dub et rock américain, originaire du quartier de Brooklyn, à New York. Leur style musical, puisant fortement dans le dub, oscille également du côté du nu metal.

## Biographie
Dub Trio comprend le bassiste Stu Brooks, le guitariste DP Holmes, et le batteur Joe Tomino. Avec l'ajout d'éléments électronique, rock, et metal, le groupe rend hommage au style dub de King Tubby. En 2004, Dub Trio publie un premier album, Exploring the Dangers of,. Leur premier enregistrement vocal, We're Not Alone avec Mike Patton, est inclus dans l'album New Heavy (2006) et Peeping Tom (2006) de Peeping Tom. Le groupe mélange des rythmiques plus violentes et des riffs alourdis à un dub nettement plus atmosphérique bourré d'écho sur New Heavy.
En 2007 le groupe enregistre Cool Out and Coexist en concert au Union Pool de Brooklyn, un album très atmosphérique, véritable pièce post-rock sur fond de rythmique dub, livrant un travail quasi improvisé proche des productions d'ensembles tels Mogwai ou Godspeed You! Black Emperor.
En 2008, le groupe publie son troisième album, Another Sound Is Dying. Pour leur troisième opus, le trio durcit encore son style et livre un album post-rock/metal ne comprenant que quelques rares incursions dub, mais conservant toutes les techniques de production du genre (basse gonflée, delay, phasing...). La prédominance de riffs de guitare développe une ambiance bien plus lourde et agressive que les précédents albums.

## Projets parallèles
- Peeping Tom - une tournée et un album, le projet avec Mike Patton
- Joe Tomino - batteur de Battle of Mice et sur la dernière tournée des Fugees
- Stu Brooks - bassiste studio de Tupac Shakur, Macy Gray, 50 Cent, Slick Rick, Lloyd Banks, Tony Yayo, Young Buck et Mobb Deep
- DP Holmes - guitariste sur les albums de Common et Mos Def

## Membres
- DP Holmes - guitare, claviers
- Stu Brooks - basse, claviers
- Joe Tomino - batterie, mélodica

## Discographie

### Albums studio
- 2004 : Exploring the Dangers of (ROIR)
- 2006 : New Heavy (ROIR)
- 2008 : Another Sound Is Dying (Ipecac/ROIR)
- 2010 : III (EP, BMI, CD)
- 2011 : IV
- 2019 : The Shape of Dub to Come (New damage records)

### Album live
- 2007 : Cool Out and Coexist (ROIR)

### Autres
- 2006 : Not Alone (feat. Mike Patton) (7", CD single ; ROIR)
- 2007 : Watching the Wheels (reprise de John Lennon avec le chanteur Matisyahu sur la compilation Make Some Noise. Distribuée uniquement sur iTunes par Amnesty International en soutien au Darfour)
- 2007 : Go Hard (avec le rappeur Gift of Gab (Blackalicious) sur la compilation All Pro de DJ Z-Trip)